# Стена (рассказ)
«Стена» — рассказ Леонида Андреева, написанный им в 1901 году и положивший вместе с рассказом «Бездна» начало непримиримым суждениям в прессе и критике. Развернувшаяся полемика привлекла внимание не только к персоне автора, но и к последующим его произведениям.

## Проблематика
Содержание рассказа посвящено символической борьбе человечества против «стены» — всего того, что по мнению писателя, является политическим и социальным гнётом, животными инстинктами, болезнями и другими «проклятыми вопросами».
«Стена» — это все то, что стоит на пути к новой совершенной и счастливой жизни. Это, как у нас в России и на Западе, политический и социальный гнет; это — несовершенство человеческой природы с её болезнями, животными инстинктами, злобою, жадностью и пр. Это — вопросы о смысле бытия, о Боге, о жизни и смерти — «проклятые вопросы». Люди перед стеной — это человечество — в его исторической борьбе за правду, счастье и свободу, слившейся с борьбою за существование и узко личное благополучие. Отсюда то дружный революционный натиск на стену, то беспощадная, братоубийственная война друг с другом. Прокаженный — это воплощение горя, слабости и ничтожности и жестокой несправедливости жизни. В каждом из нас частица прокаженного. Относительно голодного и повесившегося или повешенного можно объяснить на примере. Много благородных людей погибло в Великую Революцию во имя свободы, равенства и братства, и на их костях воздвигла свой трон буржуазия. Те обездоленные, ради которых они проливали свою кровь, остались теми же обездоленными — тот умер за голодного, а голодному от него даже куска не осталось. Седая женщина, требующая от стены: «отдай мне мое дитя» — это мать любой из ваших подруг, или студента, сосланного в Сибирь, или покончивших с собой от тоски жизни, или спившихся — вообще так или иначе погибших в жестокой борьбе. Смысл же всего рассказа в словах: «...Нас много, и жизнь наша тягостна. Устелем трупами землю; на трупы набросим новые трупы и так дойдем до вершины. И если останется только один — он увидит новый мир». Довольно верное и хорошее толкование дает «Стене» Геккер («Одесские новости», 1 мая). К его статье рекомендую вам обратиться. Очень буду рад, если мои объяснения удовлетворяют вас. Леонид Андреев». («Звезда», 1925, № 2, с. 258.)